# Anaconda (film)
Anaconda è un film del 1997 diretto da Luis Llosa.
Le riprese del film si svolsero dal 1° maggio al 19 agosto 1996.
Il film, con interpreti principali Jennifer Lopez, Jon Voight e Owen Wilson, ha avuto tre seguiti: Anaconda - Alla ricerca dell'orchidea maledetta, Anaconda 3 - La nuova stirpe e Anaconda - Sentiero di sangue.
Il 25 dicembre 2025 uscirà al cinema un reboot del film, diretto da Tom Gormican e con Jack Black e Paul Rudd.

## Trama
La barca di un bracconiere rimane incagliata nel Rio delle Amazzoni, in una sperduta zona della foresta tropicale. L'uomo cerca disperatamente di chiamare aiuto con la radiotrasmittente, ma una misteriosa presenza dalla forza mostruosa attacca il battello per poi inseguire il terrorizzato bracconiere fin sulla cima dell'albero maestro. L'uomo, pur di non cadere preda della creatura, si suicida sparandosi un colpo alla testa.
Tempo dopo una troupe televisiva - composta dalla regista Terri Flores, il cameraman Danny Rich, la produttrice Denise Kalberg, il tecnico del suono e fidanzato di Denise Gary Dixon, il visionario documentarista Warren Westridge, il professore di antropologia Steven Cale e il capitano Mateo - risale il fiume per le riprese di un documentario sul popolo degli Shirishamas, del quale si sono da tempo perdute le tracce. Durante il tragitto, nel corso di una giornata particolarmente piovosa, il gruppo prende a bordo Paul Sarone, un misterioso personaggio che si presenta come un cacciatore di serpenti con un passato da seminarista, il quale afferma di sapere dove si trova la tribù che stanno cercando e, in segno di riconoscenza per il loro aiuto, si offre di condurli nel luogo in cui vivono.
Il viaggio procede tranquillamente, ma all'improvviso le cose iniziano a precipitare: nel tentativo di liberare l'elica del battello da un groviglio di alghe, Cale viene punto da una enorme vespa infilatasi nella sua attrezzatura subacquea. L'uomo, salvato da Sarone, è costretto a letto per riprendersi. Il gruppo, abbattuta con la dinamite una barriera che sbarrava la strada, è attaccato dai serpenti piovuti nella barca in seguito all'esplosione. Giunti davanti ad un battello incagliato (quello del bracconiere ucciso), Mateo lo avvicina per un'ispezione e viene attaccato da un gigantesco anaconda, che gli spezza l'osso del collo e lo divora. Non vedendolo tornare, il gruppo da' segni di inquietudine e Sarone, mostrando la pelle di un anaconda, ipotizza che uno di quei rettili avrebbe ucciso il capitano. Il panico si insinua tra i membri della troupe, ma Terri decide di passare la notte nelle vicinanze del battello, sperando che il capitano Mateo faccia ritorno all'imbarcazione.
Al mattino il gruppo, rassegnato alla morte di Mateo, riprende il viaggio. A quel punto Sarone chiarisce le proprie reali intenzioni: catturare un anaconda vivo per ricavarne un'enorme somma di denaro. Gary, convinto dalle sue parole e dall'idea di riprendere in diretta la cattura del mostro, decide di spalleggiarlo, e, alle proteste di Danny, Paul risponde minacciando il gruppo con una pistola. La notte Sarone, uccisa una scimmia da usare come esca, prepara la trappola per l'anaconda. Il gigantesco serpente attacca l'imbarcazione e Gary, nel tentativo di salvare Denise dalla furia dell'animale, viene stritolato a morte e divorato. Il gruppo, infuriato, si ribella a Sarone, il quale torna a minacciarli di morte: grazie ad uno stratagemma organizzato da Terri, Danny e Westridge, Sarone viene sopraffatto e immobilizzato. Si scopre allora che Sarone, Mateo e il bracconiere erano in combutta, e Sarone aveva architettato sia il loro incontro che gli incidenti avvenuti durante il viaggio al solo scopo di catturare il mostruoso rettile, senza farsi scrupolo di sacrificare i componenti della troupe. Il mattino dopo il gruppo è costretto a fermarsi per disincagliare il battello. Denise cerca di uccidere Sarone, ma l'uomo si libera, la strangola e ne getta il cadavere nel fiume.
Di li a breve l'anaconda torna all'attacco, uccidendo brutalmente Westridge, mentre Terri e Danny affrontano con fatica Sarone, che si dimostra un avversario spietato. Grazie all'aiuto di Cale, ancora indebolito, Sarone viene buttato in acqua e sparisce, mentre Terri uccide l'anaconda a colpi di fucile, salvando Danny appena in tempo dalle sue spire. Il battello giunge nei pressi di un deposito abbandonato. Qui Terri e Danny, cercando del carburante per la barca, vengono tramortiti dal redivivo Sarone, che li immobilizza e li inzuppa con del sangue di scimmia, attirando un altro mostruoso anaconda che attacca i due ragazzi avvolgendoli nelle sue spire, per essere poi catturato in una grande rete da Sarone. La bestia però si libera e assale il cacciatore, stritolandolo e divorandolo ancora vivo sotto gli occhi inorriditi di Terri e Danny, che riescono a liberarsi e vengono inseguiti dal mostro.
Terri s'imbatte in un nido di anaconda e viene messa spalle al muro dal serpente, che rigurgita Sarone ancora vivo, ma ferito a morte; il cacciatore ha il tempo di strizzarle l'occhio prima di spirare. La donna si rifugia all'interno di una ciminiera, mentre Danny blocca l'anaconda inchiodando la sua coda al pavimento con un piccone, e nel dargli fuoco causa l'esplosione dell'edificio. Terri riesce a salvarsi lanciandosi in acqua, assieme al serpente avvolto dalle fiamme. L'animale tenta di attaccare ancora i due ragazzi, ma Danny lo uccide spaccandogli la testa con un'accetta. In seguito Terri e Danny si riuniscono a Cale, ormai quasi del tutto ristabilito, e risalendo il fiume scorgono nella vegetazione la tribù per la cui ricerca si erano imbarcati. Si rendono conto così che Sarone aveva ragione nella indicazione del luogo in cui si trovavano gli indigeni, e possono iniziare le riprese del loro documentario.

## Riconoscimenti
- 1998 - Saturn Award
  - Nomination Miglior film horror
  - Nomination Miglior attrice protagonista (Jennifer Lopez)
- 1998 - ALMA Award
  - Miglior Attrice (Jennifer Lopez)
- 1998 - Blockbuster Entertainment Award
  - Nomination Miglior attrice in un film d'azione/avventura (Jennifer Lopez)
- 1998 - BMI Film & TV Award
  - BMI Film Music Award (Randy Edelman)
- 1998 - Fangoria Chainsaw Award
  - Nomination Chainsaw Award come peggior film
- 1998 - Imagen Foundation Award
  - Nomination Miglior film
- 1998
  - Nomination Peggior film
  - Nomination Peggior regista (Luis Llosa)
  - Nomination Peggior sceneggiatura (Hans Bauer, Jim Cash e Jack Epps Jr.)
  - Nomination Peggior coppia (Jon Voight e l'anaconda animatronica)
  - Nomination Peggior esordiente (l'anaconda animatronica)
- 1998 - Stinker Award
  - L'accento falso più fastidioso (John Voight)
  - Nomination Peggior attore non protagonista (John Voight)
- 1998 - WAC Winner
  - Miglior creatura 3-D in digitale (John Nelson)

## Distribuzione
Il film è disponibile in DVD distribuito da CG Entertainment dal 13 giugno 2019, che ne ha realizzata anche un'edizione speciale numerata e limitata a 500 copie in blu ray. 